# Hitmixes
Hitmixes este al doilea extended play (EP) al cântăreței americane Lady Gaga. Acesta a fost lansat la 25 august 2009 doar în Canada și conține remix-uri ale cântecelor de pe albumul de debut al interpretei, The Fame (2008). Hitmixes conține colaborări cu muzicieni precum RedOne și Space Cowboy care au mai lucrat cu Gaga în trecut. EP-ul deține numeroase influențe ale muzicii din anii '80 și remix-uri house. Hitmixes a primit recenzii pozitive de la ziarul Calgary Herald și Blare Magazine iar poziția sa de vârf în clasamentul Canadian Albums Chart a fost locul opt.

## Informații generale și compunere
Lady Gaga și-a lansat albumul de debut, The Fame la 19 august 2008; De pe acesta au fost extrase cinci discuri single: „Just Dance”, „Poker Face”, „Eh, Eh (Nothing Else I Can Say)”, „LoveGame” și „Paparazzi”. „Eh, Eh” nu a fost lansat în America de Nord, drept urmare nu a fost remixat pentru Hitmixes. Celelalte patru single-uri au ajuns în top trei al clasamentului Canadian Hot 100. Producătorul principal a lui Gaga, RedOne, a realizat un remix al piesei „Just Dance” pentru EP; alți producători au fost Robots to Mars, Chew Fu, Space Cowboy, Moto Blanco și Guéna LG. Hitmixes a fost lansat ca disc compact la 25 august 2009 doar în Canada prin Universal Music Canada. Remixul lui Moto Blanco pentru „Paparazzi” și cel al lui Glam as You pentru „The Fame” conțin influențe ale muzicii din anii '80 în timp ce mixajele „LoveGame” și „Poker Face” realizate de Chew Fu Ghettohouse Fix și Space Cowboy dețin stilul muzicii house și integrează, totodată, sintetizatoarele și muzica trance. Cântărețul de muzica rock Marilyn Manson și rapper-ul Kardinal Offishall au contribuit la EP ca voci secundare.

## Receptare critică
Deoarece a fost lansat numai în Canada, Hitmixes nu a primit multe recenzii profesionale. Cu toate acestea, ziarul Calgary Herald a declarat că multe piese sunt „remixate într-un mod artistic și decadent”. Dan Rankin de Blare Magazine i-a oferit EP-ului trei stele și jumătate din cinci, spunând că mixajele afișează „diferite grade de succes”. Rankin a lăudat în mod special vocea lui Kardinal Offishall de pe remixul realizat de RedOne pentru piesea„Just Dance” și, de asemenea, remixul realizat de Chew Fu Ghettohouse Fix pentru „LoveGame”, numind-ul unul dintre cele mai bune cântece de pe album. Hitmixes a debutat pe locul opt în clasamentul Canadian Albums Chart la 12 septembrie 2009. În următoarea săptămână a ocupat locul șaisprezece iar în a treia și ultima săptămână s-a clasat pe locul douăzeci.

## Lista pieselor
| Hitmixes        |                                                                 |                                  |                 |         |  |
| Nr.             | Titlu                                                           | Autor(i)                         | Remixer(s)      | Lungime |  |
| 1.              | „LoveGame (Chew Fu Ghettohouse Fix)” (featuring Marilyn Manson) | Lady Gaga, RedOne                | Chew Fu         | 5:20    |  |
| 2.              | „Poker Face (Space Cowboy Remix)”                               | Lady Gaga, RedOne                | Space Cowboy    | 4:53    |  |
| 3.              | „Just Dance (RedOne Remix)” (featuring Kardinal Offishall)      | Lady Gaga, RedOne, Aliaune Thiam | RedOne          | 4:18    |  |
| 4.              | „Paparazzi (Moto Blanco Edit)”                                  | Lady Gaga, Rob Fusari            | Moto Blanco     | 4:06    |  |
| 5.              | „The Fame (Glam as You Remix)”                                  | Lady Gaga, Martin Kierszenbaum   | Guéna LG        | 3:57    |  |
| 6.              | „Just Dance (Robots to Mars Remix)”                             | Lady Gaga, RedOne, Thiam         | Robots to Mars  | 4:37    |  |
| 7.              | „LoveGame (Robots to Mars Remix)”                               | Lady Gaga, RedOne                | Robots to Mars  | 3:12    |  |
| Lungime totală: | Lungime totală:                                                 | Lungime totală:                  | Lungime totală: | 30:23   |  |

## Acreditări și personal
Acreditări pentru Hitmixes adaptate de Allmusic.
| - Akon – compozitor - Jon Cohen – clape - Rob Fusari – compozitor - D. Harrison – programare, producător, remixing - Vincent Herbert – producător executiv, artist și repertoriu - Martin Kierszenbaum – compozitor, remixing, artist și repertoriu - Lady Gaga – compozitoare | - Moto Blanco – programare, producător, remixing - Robert Orton – mixaj audio - Simon Paul – desing - RedOne – compozitor - A. Smith – programare, producător, remixing - Tony Ugval – inginer de sunet |

## Prezența în clasamente
| Clasament (2009)            | Poziția de vârf |
| --------------------------- | --------------- |
| Canadian Albums (Billboard) | 8               |